# Rodrigo Batata
Rodrigo Batata (Curitiba, 10 de septiembre de 1977) es un exfutbolista brasileño que se desempeñaba como centrocampista.
Jugó para clubes como el Paraná, Yokohama Flügels, París Saint-Germain, Portimonense, Malutrom, Paulista, Coritiba y Club Puebla.

## Trayectoria

### Clubes
| Club                | País     | Año         |
| ------------------- | -------- | ----------- |
| Paraná              | Brasil   | 1994        |
| Yokohama Flügels    | Japón    | 1995        |
| París Saint-Germain | Francia  | 1996 - 1998 |
| Portimonense        | Portugal | 1998 - 1999 |
| Malutrom            | Brasil   | 1999 - 2002 |
| Paulista            | Brasil   | 2003        |
| Coritiba            | Brasil   | 2004        |
| Club Puebla         | México   | 2004        |
| Coritiba            | Brasil   | 2005        |